# Saara Ekström
Saara Ekström, född 17 mars 1965 i Åbo, är en finländsk konstnär.
Ekström studerade 1982–1983 på konstlinjen vid Västra Nylands folkhögskola, vid Åbo ritskola 1983–1986 och vid Northern Arizona University 1995–1996. Hon har deltagit i grupputställningar sedan 1986, första separatutställning 1987.
Hennes konst har präglats av experiment med olika material och tekniker. Måleriet upptog henne i början, men upptäckten av handgjort papper inspirerade även till tecknande och blandtekniker. Större uppmärksamhet började Ekström väcka åren 1994–1995. Hon har länge studerat gamla symboler och hämtat inspiration från konsthistorien. Speciellt uppseende väckte hennes torkade rosor i tarmskinn. Till rosentemat återkom hon senare bland annat på separatutställningen Carnation 1997 (rosen tatuerad på svinsvål och grisskinkor), även visad i Göteborg 1998 och i en stor installation på den nordiska utställningen av blomstermotivet i den moderna konsten 2000–2001. Ekström är representerad vid bland annat Nordiska Akvarellmuseet.
Ekström har ställt ut sina verk och deltagit i festivaler runt om i världen. På senare tid har hon inriktat sig på experimentella filmer och videoinstallationer. År 2019 fick hon det finska AVEK-priset för sin mediekonst.
År 2016 visades separatutställningen Alkemi på Bildmuseet, juni–september 2016.